# 奧赫瓦特湖
56°46′20″N 32°25′47″E / 56.7722°N 32.4297°E

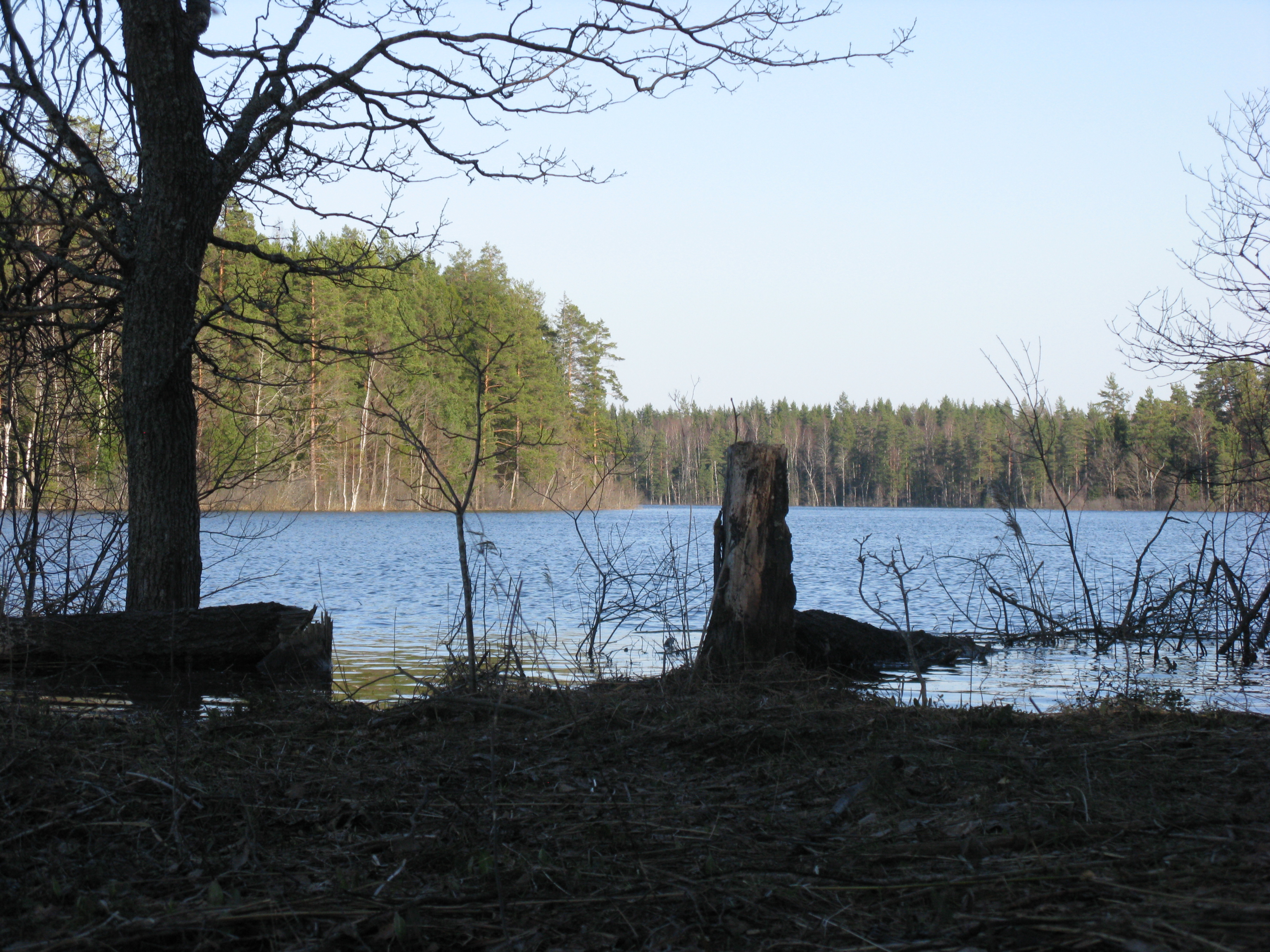

奧赫瓦特湖（俄语：Охват），是俄羅斯的湖泊，位於該國西北部特維爾州，長9.6公里、寬1.5公里，面積13.6平方公里，海拔高度216米，湖岸線長度28.4公里，最大水深28米。